# Меморіал Івана Глінки 2000
Турнір чотирьох націй (англ. Quatre nations) — 10-й міжнародний юніорський хокейний турнір.

## Підсумкова таблиця
| М  | Команда    | І | В | Н | П | Ш    | О |
| -- | ---------- | - | - | - | - | ---- | - |
| 1. | Канада     | 3 | 3 | 0 | 0 | 20:7 | 6 |
| 2. | США        | 3 | 2 | 0 | 1 | 12:4 | 4 |
| 3. | Чехія      | 3 | 0 | 1 | 2 | 8:15 | 1 |
| 4. | Словаччина | 3 | 0 | 1 | 2 | 5:19 | 1 |

- Чехія - США 1:7 (0:0,0:4,1:3)
- Словаччина - Канада 2:12 (0:4,2:3,0:5)
- Чехія - Канада 4:5 (1:3,3:2,0:0)
- Словаччина - США 0:4
- Канада - США 3:1 (0:1,0:0,3:0)
- Словаччина — Чехія 3:3 (1:0,0:2,2:1)